# Vittorio Flecchia
Vittorio Flecchia (Magnano, 18 aprile 1890 – Torino, 19 aprile 1960) è stato un politico, sindacalista e partigiano italiano.

## Biografia
Si trasferì a Torino a 12 anni per lavorare come decoratore. Militante della Federazione giovanile socialista, nel 1907 fu schedato come antimilitarista e rivoluzionario. Dal 1910 al 1913 prestò servizio militare, dopodiché emigrò a Losanna dove proseguì l'attività politica.
Nel 1916 fu richiamato alle armi e dichiarato renitente; nel 1919 fu espulso dalla Svizzera, estradato in Italia e qui arrestato ma successivamente assolto. Fu poi segretario della Camera del Lavoro di Vicenza fino al 1922, mentre nel 1921 era passato al neonato Partito Comunista d'Italia, entrando l'anno dopo, al II Congresso, nel Comitato centrale. Negli anni successivi fu più volte in Unione Sovietica.
Nel 1926 fu arrestato a Milano, condannato dapprima al confino e successivamente (1928), con altri dirigenti comunisti, a 15 anni di reclusione. Fino al 1934 fu quindi in carcere a Sassari, Lecce e Civitavecchia, dopodiché fu rilasciato per indulto. Collaborò allora con il Profintern a Mosca e poi si spostò a Marsiglia e a Parigi. Nel 1940 fu arrestato dalla polizia del Governo di Vichy e internato a Le Vernet d'Ariège con, tra gli altri, Luigi Longo, Giuseppe Di Vittorio e Mario Montagnana.
Nel 1941 fu trasferito in Italia, prima in carcere e poi al confino alle isole Tremiti con Longo e Pietro Secchia. Liberato nell'agosto 1943, fu attivo nella Resistenza in Piemonte e organizzò con Luigi Grassi e Giorgio Amendola lo sciopero generale di Torino del 18 aprile 1945.
Nel dopoguerra fu membro della segreteria della Camera del Lavoro di Torino per la corrente comunista nel 1945 e poi segretario generale della CGIL di Venezia dal 1947 al 1950. Nelle istituzioni fu deputato all'Assemblea Costituente e poi senatore nella I e nella II Legislatura, restando in carica dal 1948 al 1958.